# 275106 Sarahdubeyjames
275106 Sarahdubeyjames è un asteroide della fascia principale. Scoperto nel 2009, presenta un'orbita caratterizzata da un semiasse maggiore pari a 3,0869514 UA e da un'eccentricità di 0,2553056, inclinata di 9,33799° rispetto all'eclittica.
Dal 15 giugno al 12 ottobre 2011, quando 283057 Casteldipiazza ricevette la denominazione ufficiale, è stato l'asteroide denominato con il più alto numero ordinale. Prima della sua denominazione, il primato era di 269484 Marcia.
L'asteroide è dedicato a Sarah Jane Dubey-James, secondogenita dello scopritore.